# Richard Bayer (Mediziner)
Richard Bayer (* 4. April 1907 in Graz; † 31. August 1989 ebenda) war ein österreichischer Physiologe und Gynäkologe.

## Leben
Als Sohn eines Baumeisters studierte Bayer Medizin an der Universität Graz. 1926 wurde er im Akademischen Corps Teutonia zu Graz aktiv. Als Volontär verbrachte er 1927 in Graz zwei Jahre in der Chirurgie und Pathologie. 1929 war er vertretender Sekundararzt in der Tuberkuloseklinik in Stolzalpe (Gemeinde Murau) und wissenschaftliche Hilfskraft in der Grazer Pathologie. 1930 war er Volontär in der Inneren Medizin vom Spital der Barmherzigen Brüder vom hl. Johannes von Gott. Er promovierte am 25. Oktober 1930 zum Dr. med. und arbeitete vom 1. November 1930 bis zum 31. Dezember 1932 in der Physiologie. Vom 1. November 1932 bis zum 30. September 1937 betrieb er eine Arztpraxis in Köflach. In der Allgemeinen SS, der er am 11. Januar 1933 beigetreten war (SS-Nummer 298.531), wirkte er seit 1939 als SS-Obersturmführer bei der Sanitätsstaffel 1/38. Daneben war er Leiter der SS-Studiengemeinschaft im Stabe des SS-Abschnitts XXXV „Alpenland“.
Nach dem Anschluss Österreichs beantragte er am 17. Mai 1938 die Aufnahme in die NSDAP und wurde rückwirkend zum 1. Mai desselben Jahres aufgenommen (Mitgliedsnummer 6.264.477). Er war vom 1. Juni 1938 bis zum 31. Januar 1939 Assistenzarzt in der Grazer Frauenklinik und habilitierte dort wohl über ein physiologisches Thema am 11. Mai 1939. Seit Neujahr 1940 wieder Assistenzarzt in der Frauenklinik, wurde er am 8. Januar 1940 zum Dozenten ernannt. Er war bis Mai 1945 als Oberarzt in der Grazer Klinik, hielt aber über die gesamte Dauer des Zweiten Weltkriegs einen Lehrauftrag für Physiologie. Seine Vorlesungen widmeten sich der Arbeits-, Sport- und Wehrphysiologie. 1941 wurde er für einige Wochen an das Luftfahrtmedizinische Forschungsinstitut des Reichsluftfahrtministeriums in Berlin abkommandiert. In der Sudetenkrise wurde er zum ersten Mal zum Heer (Wehrmacht) eingezogen. Er erhielt die Medaille zur Erinnerung an den 1. Oktober 1938. Da er sich in der SS und als Kreisführer im Österreichischen Roten Kreuz engagierte, wurde er erst im Frühjahr 1940 wieder zur Wehrmacht einberufen und bald UK gestellt. Auf eigenes Betreiben kam er bei Beginn des Deutsch-Sowjetischen Krieges im Juni 1941 als Oberarzt zur Heeresgruppe Nord und dann in den Balkanfeldzug.
Im Jahr 1945 wie sein klinischer Vertreter Franz Hoff aus dem Universitätsdienst entlassen, betrieb er im besetzten Nachkriegsösterreich eine frauenärztliche Praxis. Nachdem die Universität Graz Bayers gynäkologische Habilitation bestätigt hatte, wurde er am 22. Juli 1958 zum Privatdozenten und am 27. Dezember 1965 zum a.o. Professor ernannt. Nach der Pensionierung widmete er sich der Studentengeschichte der Kösener Corps in Österreich. Im hohen Alter erhielt er noch die Bänder des Corps Saxonia Wien (1980) und des Corps Joannea (1986).
Verheiratet war er seit dem 21. September 1939 mit Erika geb. Pillwizer. Aus der Ehe gingen vier Kinder hervor.

## Mitgliedschaften
- Österreichische Legion
- Österreichisches Rotes Kreuz
- Steirischer Heimatschutz (1926–1933)
- Deutsche Gesellschaft für Gynäkologie und Geburtshilfe
- Österreichische Gesellschaft für Gynäkologie und Geburtshilfe, Vorstandsmitglied (1959)
- International Fertility Association
- Steirischer Studentenhistoriker-Verein (Ehrenmitglied)[7]

## Werke
- Zur Ätiologie der Fehlgeburt. Geburtshilfe und Frauenheilkunde 12 (1941), doi:10.1007/BF01714788.
- Zangentrauma und intrakranielle Blutung. 1940, doi:10.1007/BF01714950.
- mit Franz Hoff: Ovarialhormone und Uterusmotilität. Stuttgart 1956. GoogleBooks
- Die Entwicklung der Krebsfährtensuche in Graz und in der Steiermark : eine Dokumentation. Graz 1982.
- Im Zeichen des Roten Kreuzes : 1938 bis 1945 ; eine Dokumentation über die Trennung des feuerwehrlichen Rettungswesens von der freiwilligen Feuerwehr durch das Deutsche Rote Kreuz in Graz und in der Steiermark 1938 bis 1941. Graz 1982.
- Das studentische Leben und die Korporationen in Graz. Einst und Jetzt, Bd. 27 (1982), S. 47–65.
- Das Blaue Kartell in Österreich (1864–1877–1884–1901). Einst und Jetzt, Bd. 32 (1987), S. 11–55.

## Akten
Bayers Personal- und Habilitationsakte (1939) sind im Universitätsarchiv Graz erhalten. Die Unterlagen des Berlin Document Center sind im Bundesarchiv (Deutschland).